# 본국검
본국검(本國劍), 또는 신검(新劒), 신라검(新羅劒) 은 조선 시대 한국 무술에서의 검의 종류와 검술의 방식을 통침하는 말이다.
이 용어는 1759년 무예신보에 소개되었으며, 시스템은 사도세자가 창안한 것으로 추정된다. 이는 16세기 임진왜란 당시 중국 이여송 이 도입한 것으로 추정되는 제도인 제독 검 또는 "제독검"과 대조된다. 무예신보는 궁중에서 검무로 알려진 검무를 추다가 백제의 왕을 죽인 '황창'이라는 신라 화랑의 이야기를 포함시켜 이 '민족' 한국 체제의 유구함을 강조한다. 
신라 시대의 칼은 양날이었으며 동한 왕조 시대의 칼과 비슷했을 것으로 추정된다. 그러나 18세기 교본에 제시된 본국검은 역사적으로 외날칼을 기본으로 하고 있다.
현대 한국 검술 학교에서 본국검이라는 용어는 반드시 18세기 시스템과 직접적인 관련이 있는 것이 아니라 그들의 "국가적" 한국적 특성을 강조하기 위해 사용된다.